# Müller (Handelskette)
Die Müller Handels GmbH & Co. KG ist eine deutsche Drogeriemarktkette mit Hauptsitz in Ulm. Das Unternehmen hat einen Umsatz von ca. 4 Milliarden Euro, mehr als 900 Filialen und ca. 35.000 Mitarbeiter. Komplementärin der Unternehmens-KG ist seit 2019 die in Vaduz eingetragene MVG Beteiligungs-GmbH (von 2004 bis 2019 war es die in London eingetragene Müller Management Ltd).

## Geschichte
Am 5. März 1953 gründete der Friseur Erwin Franz Müller sein erstes Unternehmen. Im Jahr 1968 wurde eine Filiale mit Drogerie in München und ein Jahr später eine in Karlsruhe eröffnet, fünf Jahre später folgte der erste reine Drogeriemarkt. Im Jahr 1976 begann der Bau von Verwaltungs- und Lagergebäuden in Ulm-Jungingen, und es entstand ein Fuhrpark. Zwei Jahre später wurde erstmals ein Umsatz von über 100 Mio. D-Mark erreicht. In den Jahren 1980 bis 1985 folgten 59 neue Filialen, im Jahr 1985 wurde die Müller GmbH & Co. KG. gegründet, die bis 1990 weitere 86 Filialen eröffnete.
Im Jahr 1990 öffnete die erste ostdeutsche Filiale in Gotha. Ein Jahr später eröffnete das erste Müller-Kaufhaus mit allen Fachabteilungen in der Ulmer Hirschstraße. In den nächsten Jahren wurden viele weitere Filialen in Deutschland und im europäischen Ausland eröffnet sowie andere Unternehmen übernommen. Bis Juni 2019 entstanden so 848 Filialen, davon 553 in Deutschland, 56 in der Schweiz (durch die Übernahme der Estorel AG), 87 in Österreich, 83 in Kroatien, 38 in Ungarn, 18 in Slowenien und 13 in Spanien (nur Mallorca).
Im Jahr 1995 wurde das Budapester Café Gerbeaud samt 6000 m² Bürofläche, inklusive einer Großbäckerei am Stadtrand, aufgekauft und aufwändig saniert. Zwei Jahre später übernahm das Unternehmen den Spielwarenhandel Obletter.
2004 erfolgte die Umwandlung der Rechtsform in eine Limited & Co. KG.
Im Jahr 2011 beschäftigte das Unternehmen im Jahresdurchschnitt 24.218 Mitarbeiter. Der Umsatz betrug im Geschäftsjahr 2010/2011 2,68 Mrd. Euro. Geschäftsführer waren Erwin Müller und Elke Menold. Hansjörg Plaggemars schied im Oktober 2013 aus der Geschäftsführung aus, sein Nachfolger Wolfgang Lux verließ das Unternehmen nach nur fünf Monaten zum 31. März 2014.
Im März 2015 besaß Müller 718 Filialen in sieben europäischen Ländern, mit insgesamt ca. 31.000 Mitarbeitern und 800 Auszubildenden.
In der Schweiz tritt das Unternehmen als Müller Handels AG Schweiz mit Hauptsitz in Oberentfelden auf, in Österreich als MHA Müller HandelsgmbH mit Sitz in Wien.
Anfang 2017 übernahm Müller die kroatische Drogeriemarktkette Kozmo vom bisherigen Eigentümer Konzum.
Im Februar 2019 wurde die MVG Beteiligungs-GmbH mit Sitz in Vaduz in Liechtenstein als Holding gegründet. Diese Firma ist als persönlich haftende geschäftsführende Gesellschafterin an der Müller Holding GmbH & Co. KG und Müller Grosshandels GmbH & Co KG mit Sitz in Ulm beteiligt. Die Gesellschaft Müller Management Limited und weitere britische Unternehmen der Kette wurden deaktiviert. Als erheblicher Grund für diese Umstrukturierung wurde die Unsicherheit aufgrund des anstehenden Brexits angegeben.
Im August 2022 wurde bekannt, dass Erwin Müller mit 89 Jahren wieder die alleinige Führung der Drogeriemarktkette übernimmt.
Per 1. Juli 2023 hat die Müller Handels AG Schweiz den Spielwaren-Fachhändler Franz Carl Weber mit seinen 21 Filialen übernommen. Die Filialen von Franz Carl Weber sollen entweder geschlossen oder unter dem Namen Müller weitergeführt werden.
Im Mai 2024 gab Müller bekannt, dass sie eine Partnerschaft mit dem Heavy-Metal-Festival in Wacken eingegangen sind und dort eine temporäre Filiale betreiben werden.

## Sortimentstruktur und Geschäftsfelder

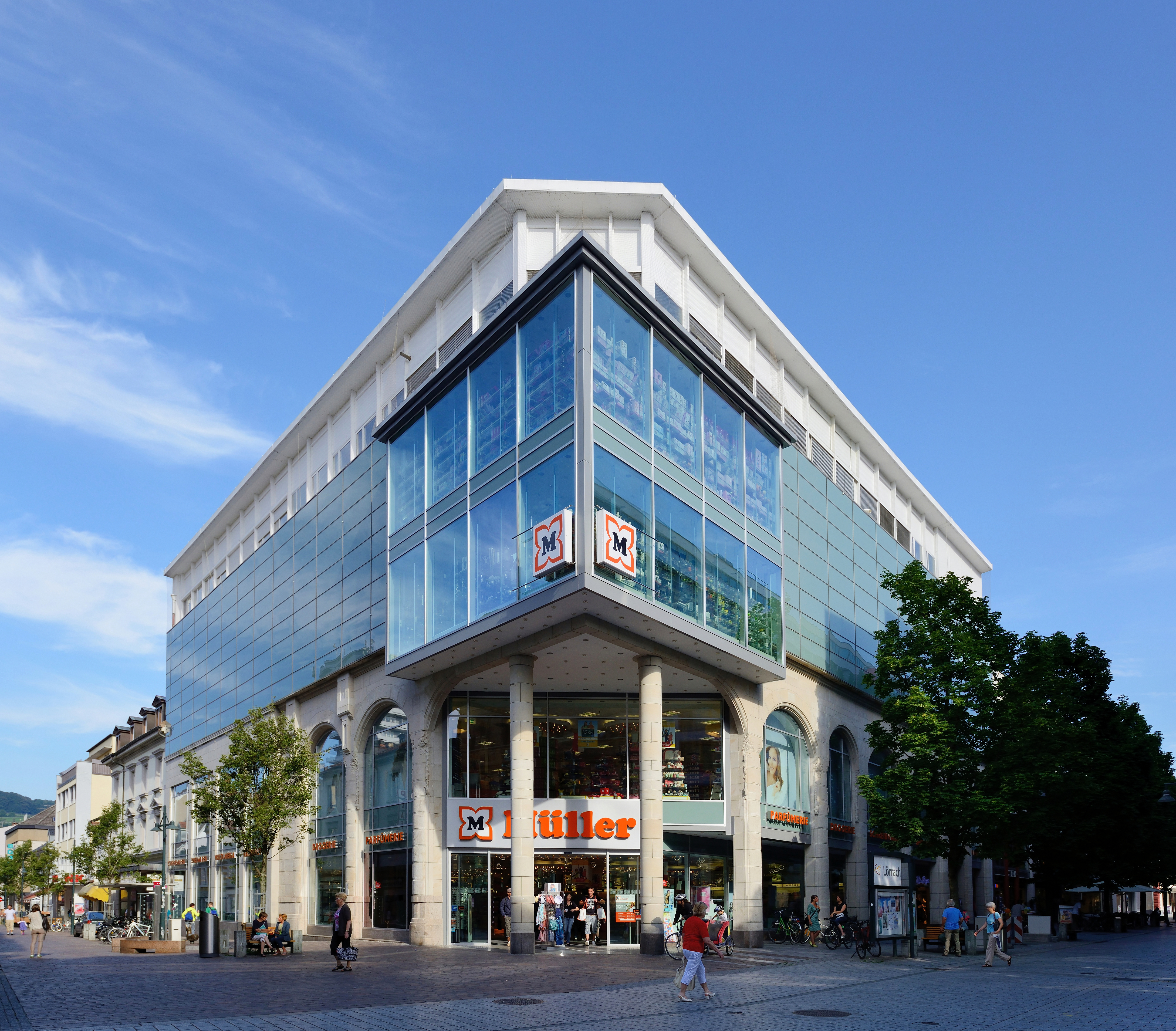
Ladengeschäft in Lörrach

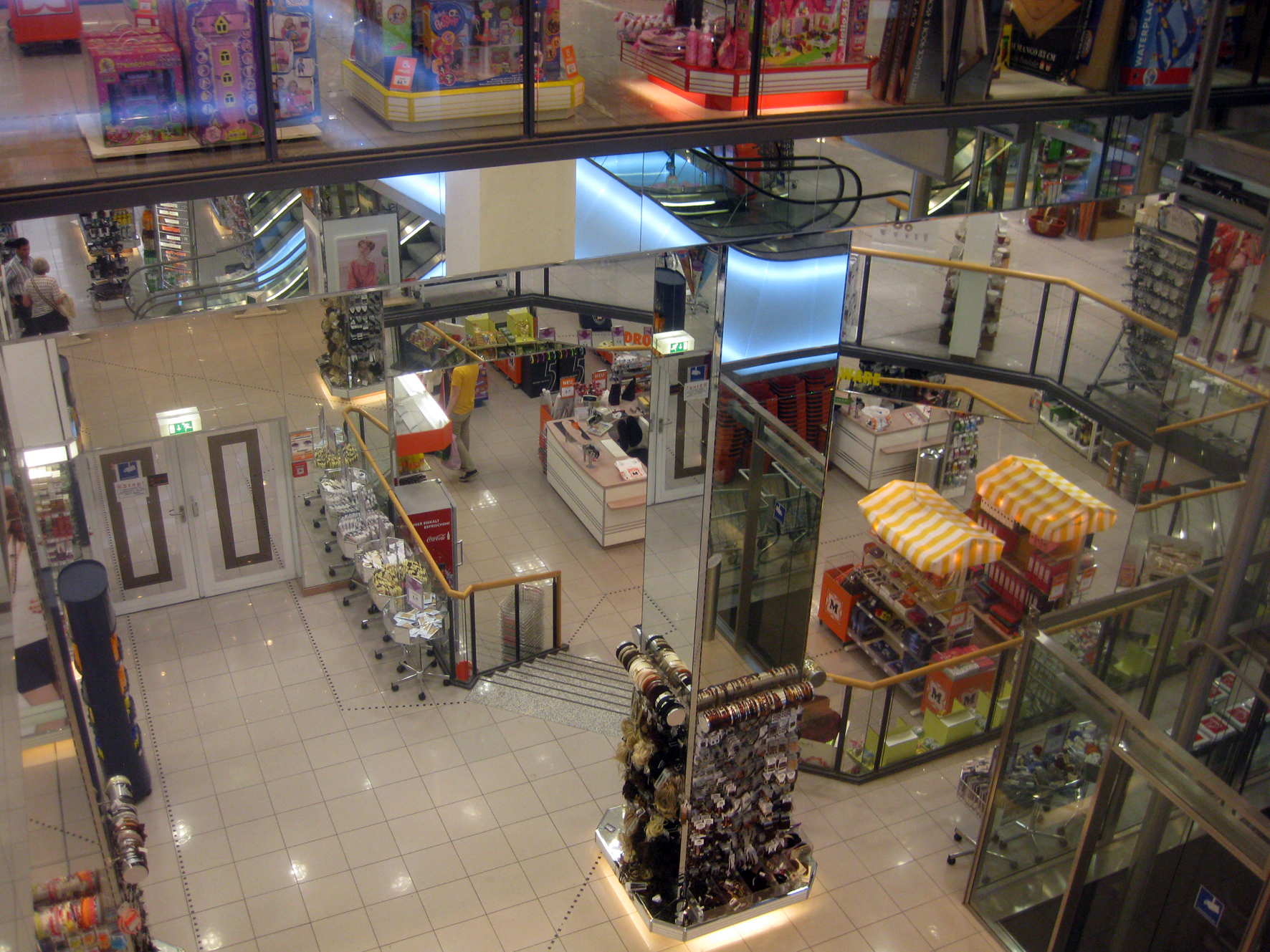
Interieur des Geschäfts an der Kasseler Königsstraße

Das Müller-Sortiment umfasst folgende Abteilungen/Fachmärkte: Drogerie, Multi-Media, Parfümerie, Spielwaren, Schreibwaren, Haushalt und Ambiente, Strümpfe, Naturshop, Handarbeit, frei verkäufliche, nicht apothekenpflichtige Arzneimittel (OTC), Bio-Nahrung, Bücher und Fotoservice. Das Sortiment umfasst ca. 185.000 Artikel.

Im Jahr 2002 wurde der Müller Sicherheits-Dienst Ulm GmbH (MSDU) als Werkschutz der Müller-Unternehmensgruppe gegründet. Er hat eine Zulassung nach der Bewachungsverordnung und über 450 Alarmaufschaltungen im Bereich Einbruch- und Brandmeldetechnik, Videoüberwachung, Notruf.
Die Müller Ltd. & Co. KG war bis Dezember 2012 mit 10,062 % an der Douglas Holding AG beteiligt. Ende 2012 wurden die Douglas-Anteile für 162 Mio. Euro verkauft.
| Rang | Land          | Anzahl Filialen |
| ---- | ------------- | --------------- |
| 1    | Deutschland   | 583 ▲           |
| 2    | Österreich    | 109 ▲           |
| 3    | Kroatien      | 92 ▲            |
| 4    | Schweiz       | 89 ▲            |
| 5    | Ungarn        | 34 ▲            |
| 6    | Slowenien     | 26 ▲            |
| 7    | Spanien       | 15 ▲            |
| 8    | Liechtenstein | 1 ▲             |
|      | Gesamt        | 949 ▲           |

## Auszeichnungen
- 1998 „Goldener Zuckerhut“ (Branchen-Oskar) der Lebensmittel Zeitung[26]
- 2004 „Echo“ in der Kategorie bester Handelspartner
- 2006 Erwin Müller erhält den Gründerpreis Baden-Württemberg[27]
- 2008 LIMA Germany Awards – Auszeichnung als bester Handelspartner
- 2009 LIMA Germany Awards – Auszeichnung als bester Handelspartner
- 2009 Erwin Müller erhält vom Seniorenrat Ulm eine Zertifizierung für seniorenfreundlichen Service
- 2010 LARA Games Award – Auszeichnung als bester Handelspartner im Bereich Elektronikspiele[28]
- 2011 Smago! Award – Schlager Music Award – Auszeichnung als Handelspartner des Jahres
- 2012 Videomarkt – Auszeichnung als Händler des Jahres in der Kategorie Verkauf
- 2012 SMAGO! Award – bester Handelspartner im Bereich Schlager-Musik
- 2013 SMAGO! Award – bester Handelspartner im Bereich Schlager-Musik
- 2013 Hochschule Neu-Ulm – einer der Top-5-Arbeitgeber der Region
- 2013 LIMA Award – bester Handelspartner im Bereich Lizenzprodukte
- 2014 Hochschule Neu-Ulm – unter den Top-3-Arbeitgebern der Region
- 2014 LIMA Award – bester Handelspartner im Bereich Lizenzprodukte
- 2014 SMAGO! Award – bester Handelspartner im Bereich Multi-Media
- 2015 Auszeichnung – Deutschlands Kundenchampions 2015
- 2015 Sieger des Deutschen Verpackungspreises im Bereich Kosmetik & Hygiene
- 2016 Erwin Müller erhält den Spa Diamond Award of Honour 2016 für sein Lebenswerk
- 2017 Gewinner des Spa Diamond Award in der Kategorie „Green Beauty Care“
- 2017 HÄNDLER DES JAHRES in der Kategorie „Parfümerie“ 2017/2018
- 2018 Am 21. Juni erhält Erwin Müller für Verdienste um die Republik Österreich durch Sebastian Kurz, den amtierenden Bundeskanzler von Österreich, in Wien das Große Silberne Ehrenzeichen mit dem Stern verliehen.
- 2018 Best recruiter - Bronzenes Siegel 2017/2018: Wir wurden von Best Recruiters für einen besonders professionellen Umgang mit Bewerbern in der Kategorie Einzelhandel ausgezeichnet.
- 2018 Gewinner des Siegels „Deutschlands beste Drogeriemärkte“, ausgezeichnet von Focus Money.
- 2018 Auszeichnung der DPS mit dem Arbeitsschutzaward 2018. In der Hauptkategorie „Familienunternehmen“ und der Unterkategorie „Qualität und Partnerschaftliche Entwicklung“ konnte Müller sich erfolgreich im Bereich der elektrischen Betriebssicherheit durchsetzen.
- 2019 Gewinner der Umfrage „Odabrale mame“ (Kroatien) – Mütter wählen den besten Drogeriemarkt
- 2019 Best recruiter – Silbernes Siegel 2018/2019: Müller wird von Best Recruiters für einen herausragenden Umgang mit Bewerbern in der Kategorie Einzelhandel ausgezeichnet.
- 2019 Gewinner des „International Salute to Excellence Award“ in den Kategorien „Personal Care“ (Duchesse Wattestäbchen) und „Wäsche/Geschirrreinigung“ (Blink Weichspüler Faserschutz). Produkt-Auszeichnung für Innovation und Qualität der weltgrößten Handelsmarkenmesse PLMA. Die Jury wählt aus mehr als 500 Produkten von 88 Händlern die Besten der Kategorie aus.
- 2020 Aufsteiger des Jahres – Top 5 im Kundenempfehlungs-Ranking 2020 von YouGov + Handelsblatt im Bereich Einzelhandel Deutschland
- 2020 Testsieger beim unabhängigen Greenpeace-Marktcheck im Bereich Naturkosmetik (Österreich)
- 2020 Gewinner der Umfrage „Odabrale mame“ (Kroatien) – Mütter wählen den besten Drogeriemarkt
- 2020 Händler des Jahres Deutschland und Österreich in der Kategorie „Spielware“ 20/21
- 2020 Best Buy Award Slowenien: Nr. 1 im besten Preis-Leistungs-Verhältnis in der Kategorie Parfümerie
- 2021 Im direkten Warenkorbvergleich mit dm und Rossmann wurde Müller als günstigster Anbieter durch den SWR ausgezeichnet
- 2021 Testsieger beim unabhängigen Greenpeace-Marktcheck im Bereich Hygienepapier (Österreich)
- 2021 Auszeichnung „Hohe Kundentreue“ im Kundenloyalitäts-Ranking von YouGov + Handelsblatt
- 2021 Testsieger der Studie „Deutschlands beste Ausbildungsbetriebe“ in der Branche Drogeriemärkte, ausgezeichnet von Focus Money
- 2021 Superbrand – zum siebten Mal Verleihung des Gütesiegels in Ungarn
- 2021 German Brand Award – Sieger der Kategorie „Brand Communication – Movies, Commercials & Virals“ für den TV-Weihnachtsspot in Deutschland
- 2021 Auszeichnung zur Marke mit der höchsten Qualität über die letzten 15 Jahre durch das Konsumentenmagazin K-Tipp in der Schweiz
- 2021 Best recruiter – Goldenes Siegel 2020/2021: Wir wurden von Best Recruiters für unsere herausragende Leistung in der Mitarbeitergewinnung ausgezeichnet und belegen Platz eins in der Branche Einzelhandel.
- 2021 Branchenchampion - Bestes Preis-Leistungs-Verhältnis Drogerie in Österreich (ausgezeichnet von der ÖGVS)
- 2021 Gewinner der Umfrage „Odabrale mame“ (Kroatien) – Mütter wählen den besten Drogeriemarkt
- 2021 Best Buy Award Slowenien: Nr. 1 im besten Preis-Leistungs-Verhältnis in der Kategorie Parfümerie
- 2022 Preissieger des Social Listenings „Preis-Leistungs-Verhältnis“ in der Branche Drogeriemärkte, ausgezeichnet von Focus Money.
- 2022 mueller.de wurde von Computer Bild zum „Top Shop 2022“ im Bereich Lebensmittel & Gesundheit in der Kategorie Drogerieartikel, Kosmetik ausgezeichnet.
- 2022 Testsieger im Bereich „Service & Beratung“ der vier größten österreichischen Drogeriemärkte, ausgezeichnet von der ÖGVS (Gesellschaft für Verbraucherstudien).
- 2022 Gewinner der Umfrage „Odabrale mame“ (Kroatien) – Mütter wählen den besten Drogeriemarkt.
- 2022 Best Buy Award Slowenien: Nr. 1 im besten Preis-Leistungs-Verhältnis in der Kategorie Parfümerie.
- 2023 Erwin Müller wird mit dem Persönlichkeitspreis von der Fragrance Foundation Germany bei den Duftstars 2023 in Düsseldorf für sein Lebenswerk geehrt
- 2023 Händler des Jahres Deutschland in der Kategorie „Parfümerie“
- 2023 Auszeichnung Leading Employer Österreich - unter den Top 1 % aller Arbeitgebenden für herausragende Personalarbeit
- 2023 Testsieger im Bereich „Preis-Leistungs-Verhältnis“ der vier größten österreichischen Drogeriemärkte, ausgezeichnet von der ÖGVS (Gesellschaft für Verbraucherstudien)
- 2023 Testsieger beim unabhängigen Greenpeace-Marktcheck im Bereich Putz- und Reinigungsmittel (Österreich)
- 2023 Preissieger des Social Listenings „Preis-Leistungs-Verhältnis“ in der Branche Drogeriemärkte, ausgezeichnet von Focus Money.
- 2023 Händler des Jahres Deutschland und Österreich in der Kategorie „Spielware“ 23/24
- 2023 Best Buy Award Slowenien: Nr. 1 im besten Preis-Leistungs-Verhältnis in der Kategorie Parfümerie
- 2023 Gewinner der Umfrage „Odabrale mame“ (Kroatien) – Mütter wählen den besten Drogeriemarkt
- 2024 Erwin Müller erhält den GOLDENEN ZUCKERHUT für sein Lebenswerk - verliehen durch die Lebensmittelzeitung
- 2024 Händler des Jahres Österreich in der Kategorie „Parfümerie / Drogerie“
- 2024 Händler des Jahres Deutschland in der Kategorie „Drogeriemärkte“
- 2024 Testsieger beim unabhängigen Greenpeace-Marktcheck im Bereich Geschirrspülmittel (Österreich)
- 2024 Nominierung für den Deutschen Nachhaltigkeitspreis in der Branche Konsumgüter-Einzelhandel
- 2024 Auszeichnung Leading Employer Deutschland - unter den Top 1 % aller Arbeitgebenden für herausragende Personalarbeit
- 2024 QUDAL – Quality meDAL - Auszeichnung für die höchste Qualität in Slowenien in den Kategorien Parfümerie und Schreibwaren
- 2024 Preissieger des Social Listenings „Preis-Leistungs-Verhältnis“ in der Branche Drogeriemärkte, ausgezeichnet von Focus Money.
- 2024 Händler des Jahres Deutschland und Österreich in der Kategorie „Spielware“ 24/25

## Kontroversen
Wie auch andere Handelsketten, Drogeriemärkte oder Discounter steht Müller aufgrund der Arbeitsbedingungen in der Kritik der Gewerkschaften. Den Kritikern zufolge versuche Müller, seine Mitarbeiter an der Wahl von Betriebsräten zu hindern.
Zudem soll Müller seine Beschäftigten einem Zeitungsbericht nach illegal ausgeforscht haben. Das Unternehmen sammle detaillierte Informationen über Krankheiten der Mitarbeiter, berichtete die Süddeutsche Zeitung am 17. April 2009. Beschäftigte bei Müller müssten regelmäßig Auskunft über ihren Gesundheitszustand geben. Im Zuge dieses Berichts erfolgten Prüfungen durch die baden-württembergische Datenschutzaufsichtsbehörde, die zur Verhängung eines Gesamtbußgeldes von 137.500 Euro gegen zwei Unternehmen der Gruppe führten.
Ähnlich ist die Situation in Österreich, wo eine Mitarbeiterin gekündigt worden sei, nachdem bekannt geworden war, dass sie in einer Filiale einen Betriebsrat gründen wollte. Von Müller wurde dieser Grund der Kündigung bestritten. Den Widerstand gegen einen Betriebsrat bezeugt allerdings auch die Gewerkschaft der Privatangestellten. Beklagt werden dabei auch nicht vereinbarte Taschenkontrollen von Mitarbeitern vor den Kunden und ebenso Spind-Kontrollen ohne Beisein der Mitarbeiter.
Seit September 2023 verklagen mehrere Personen, welche Erwin Müller im Erwachsenenalter adoptiert hat und per Vertrag verpflichtet hat, auf ihren Pflichtteil zu verzichten, um ihr Erbteil. Es soll bei den Klagen um einen Wert von 500 Millionen Euro gehen.